# Höhle von Ekain

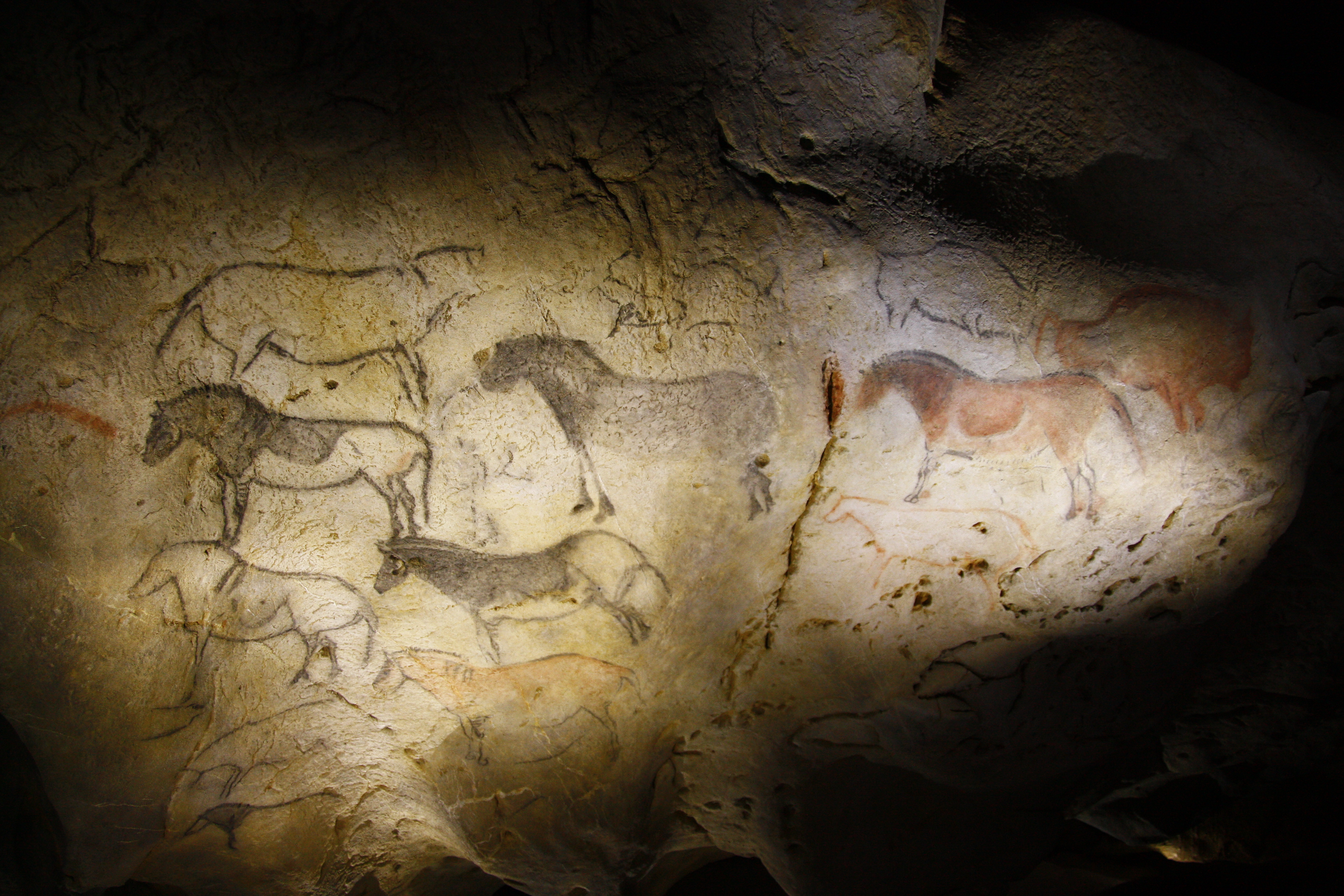
Die Große Wand (Kopie in Ekainberri)

Die Höhle von Ekain ist eine altsteinzeitliche Höhle in der spanischen Autonomen Gemeinschaft Baskenland, auf Gemarkung der Stadt Deva, etwa 40 km westlich von San Sebastián und gehört zum Umkreis der Frankokantabrischen Höhlenkunst.

## Höhle
1969 wurden Höhlenmalereien und Höhlenzeichnungen entdeckt, die unter anderem Pferde, Steinböcke, Wisente, Hirsche, Bären und einen Lachs zeigen. Die prähistorischen Kunstwerke stammen aus der archäologischen Kulturstufe des Magdalénien. Die Höhle war nie für die Öffentlichkeit zugänglich und es mussten daher keine Veränderungen zur touristischen Erschließung vorgenommen werden.
Von 1969 bis 1975 fanden archäologische Ausgrabungen statt. Es wurden verschiedene Siedlungsschichten entdeckt. Die ältesten stammen aus dem frühesten Jungpaläolithikum vor mehr als 30.600 Jahren. Es wurden zahlreiche aus Knochen und Stein hergestellte Artefakte gefunden.
Die Höhle von Ekain gehört seit Juli 2008 zum UNESCO-Weltkulturerbe „Altsteinzeitliche Höhlenmalereien in Nordspanien“ (K/1985: Höhle von Altamira; 2008 erweitert).
In der Nähe (ca. 10 km entfernt) befindet sich die Höhle von Altxerri.
Seit dem 17. September 2008 findet eine neue Ausgrabung der altsteinzeitlichen Siedlung am Höhleneingang statt, welche von Jesús Altuna geleitet wird.

## Museum Ekainberri

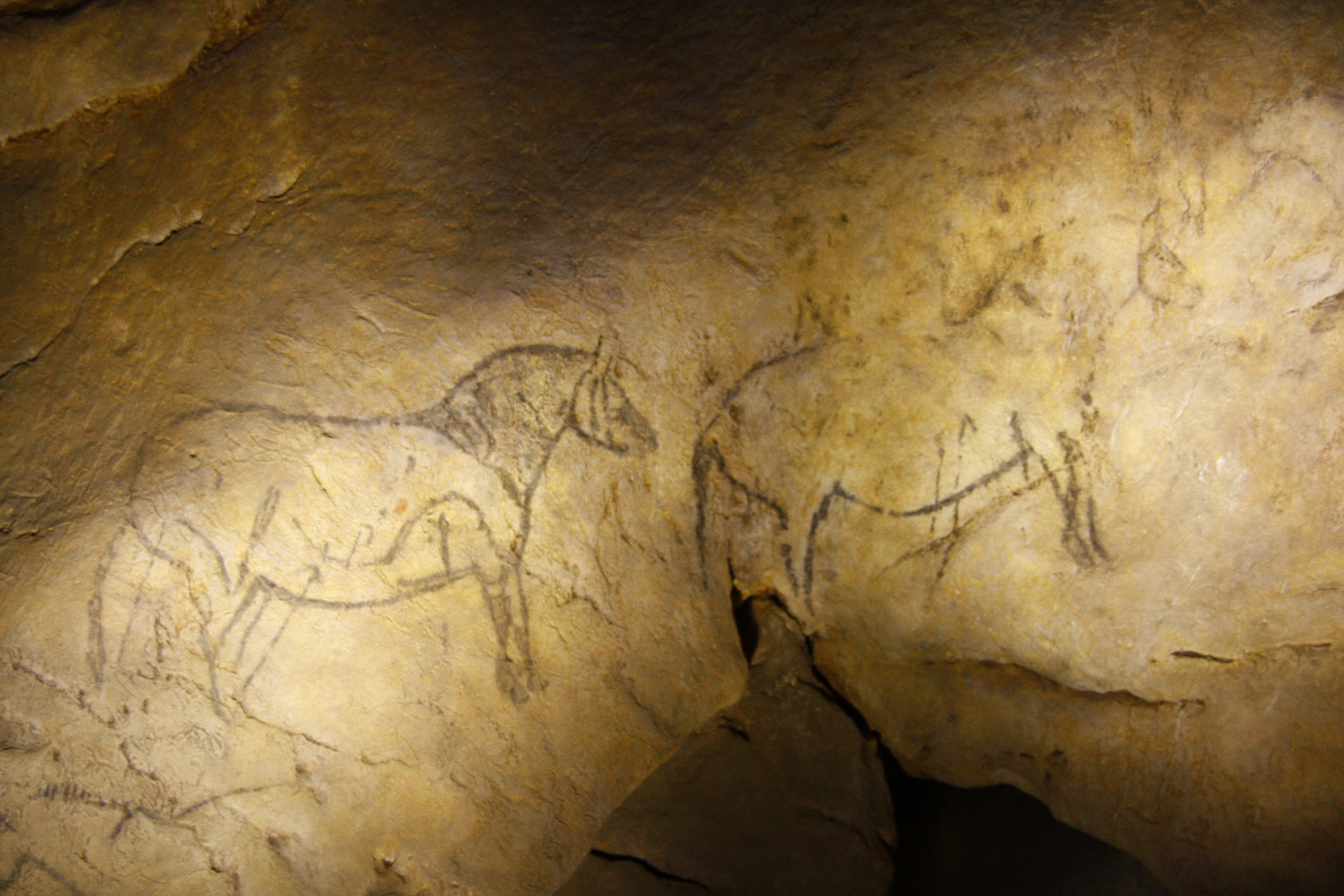
Pferde (Kopie in Ekainberri)

Seit dem 11. September 2008 existiert eine Kopie der Bilderhöhle mit Namen „Ekainberri“ (zu deutsch: Neues Ekain). Dieses Museum ist geschaffen worden um die Höhlenmalereien dem Publikum zugänglich zu machen, wie es auch bei den Höhlen von Lascaux und der Höhle von Altamira geschehen ist. Die Nachbildung ist komplett abgedunkelt und kann nur mit einer Führung betreten werden. Führungen gibt es nur auf Spanisch und Baskisch. Da die Bilder durch Scheinwerfer hervorgehoben werden, kann man ihr aber auch mit Spanisch-Grundkenntnissen folgen.
Neben der Nachbildung der Höhle gibt es einen weiteren Raum mit Fotos, Gegenständen und einigen Filmen zur Entdeckung der Höhle.
Zusätzlich wird in einer Demonstration das Färben der Wände, Entzünden von Feuer mit Feuerstein und Bogen, sowie der Umgang mit Lanzen, Pfeilen und Pfeilschleudern gezeigt.
Anfahrt: Da zum Museum nur eine einspurige, etwa 3 m breite Straße führt, müssen Kraftfahrzeuge im nahegelegenen Ort Zestoa abgestellt werden. Für Behinderte gibt es vor dem Museum drei Parkplätze.